# Station Jawiszowice Jaźnik
Station Jawiszowice Jaźnik is een spoorwegstation in de Poolse plaats Jawiszowice.